# Iceman (film, 2017)
Pour les articles homonymes, voir Iceman.
Pour plus de détails, voir Fiche technique et Distribution.
Iceman (allemand : Der Mann aus dem Eis) est un film d'aventures germano-italo-autrichien sorti en 2017, écrit et réalisé par Felix Randau. C'est une fiction sur la vie de Ötzi, un homme conservé par momification naturelle découvert le 19 septembre 1991 dans les Alpes de l'Ötztal,,.
Le film, qui a été filmé dans les Alpes Bavaroises et Tyroliennes, se passe presque entièrement de dialogues, utilisant seulement un peu de rhétique non traduit.

## Synopsis
Dans les Alpes de l'Ötztal, il y a plus de 5 300 ans, une tribu Néolithique s'est installée près d'un ruisseau. Il est de la responsabilité du chef Kelab d'assurer la sécurité de Tineka, la pierre sacrée (qui fait office de miroir) du groupe, contenue dans une boite de bois. Alors que Kelab est parti chasser, le gîte est attaqué par trois hommes, dont Krant et son fils Tasar. Les attaquants trouvent le coffre et le prennent. Les autres membres de la tribu sont sauvagement assassinés. Le seul survivant est un bébé qui vient de naître. Aveuglé de douleur et de haine, Kelab se lance à la poursuite des tueurs dans un trek transalpin, emmenant avec lui le nouveau-né et une chèvre dont le lait permettra de nourrir le bébé. Il rattrape un groupe de trois hommes et tue deux d'entre eux avant de réaliser que ce ne sont pas ceux qui ont attaqué son village. Ce sont apparemment un père et son fils, et le troisième est leur prisonnier. Il décide de libérer celui-ci et de le laisser partir. L'homme qu'il a épargné essaie de le suivre mais Kelab le lui interdit. Il rencontre ensuite un homme âgé et une femme beaucoup plus jeune. Ils l'accueillent dans leur gîte pour la nuit et lui offrent un repas autour du feu de camp. Pendant la nuit, la jeune femme vient le retrouver pour faire l'amour, mais il rejette ses avances.
Le lendemain, il reprend sa route mais en laissant derrière lui le bébé et la chèvre, qu'il a confiés au vieil homme et à la jeune femme. Il arrive en vue des trois attaquants mais ceux-ci sont plus hauts que lui dans la montagne et lui lancent des flèches avec leurs arcs. Ils manquent leur cible, et un d'entre eux tombe d'une paroi abrupte. Kelab s'approche du cadavre et lui arrache les yeux en hurlant les noms de sa femme et de son fils morts. Les deux autres s'enfuient. Kelab se lance à leur poursuite dans les Alpes enneigées. Il finit par les rejoindre, mais tombe dans une crevasse. Il survit à sa chute puis tente sans succès d'escalader la paroi pour sortir de la crevasse. Finalement, une corde tombe jusqu'à lui et lui permet de grimper hors de la crevasse. C'est l'homme qu'il avait épargné qui lui vient en aide. Cet homme le regarde puis s'en va.
Krant et Tasar rentrent chez eux et sont accueillis par Miltar, la femme du plus jeune. Alors que Mitar réconforte Tasar dont la jambe a été blessée, Kelab le tue avec une flèche. Kelab et Krant se battent, mais Kelab parvient à tuer Krant. Il retourne à leur camp pour récupérer le Tineka et amène le corps de Krant au bûcher funéraire. Pendant la nuit, il se réveille et surprend Miltar qui essayait de le tuer. Kelab repart vers les sommets alpins et est soudain atteint par une flèche tirée par un membre du clan des deux hommes qu'il a tués par erreur, et qui voulait les venger. Kelab tombe en roulant sur le flanc de la montagne et finit par mourir dans la neige profonde.

## Distribution
- Jürgen Vogel : Kelab (Ötzi)
- Susanne Wuest : Kisis
- André Hennicke : Krant
- Violetta Schurawlow : Mitar
- Franco Nero : Ditob

## Accueil
Sur l'agrégateur Rotten Tomatoes, le film a un taux d'approbations de 86 % sur la base de 22 critiques, avec une moyenne pondérée des évaluations de 6,12 sur 10. L'appréciation consensuelle du site web peut se lire : « Un drame préhistorique raconté comme un western, Iceman utilise des archétypes classiques – et une habile direction d'acteurs – pour raconter une histoire rude et simple mais puissamment efficace. » Sur Metacritic, le film a un score de 52 sur 100, basé sur 6 critiques, ce qui indique « revues mitigées ou moyennes ».

## Récompenses
| Prix                                      | Date de cérémonie | Catégorie                   | Bénéficiaire(s)                              | Résultat   | Ref.  |
| ----------------------------------------- | ----------------- | --------------------------- | -------------------------------------------- | ---------- | ----- |
| Deutscher Filmpreis                       | 27 avril 2018     | Meilleurs maquillages       | Heike Merker                                 | Nomination | [ 8 ] |
| Deutscher Filmpreis                       | 27 avril 2018     | Meilleure bande-son         | Gregor Bonse, Thomas Neumann, Marc Parisotto | Nomination | [ 8 ] |
| Verband der Deutschen Filmkritik          | 2 février 2018    | Meilleure bande originale   | Beat Solèr                                   | Lauréat    | [ 8 ] |
| Festival du film de Hambourg              | 6 octobre 2018    | Best Feature                | Felix Randau                                 | Nomination | [ 8 ] |
| Festival international du film de Locarno | 11 août 2018      | Variety Piazza Grande Award | Felix Randau                                 | Nomination | [ 8 ] |